# Titova cesta, Maribor
Titova cesta je ena izmed glavnih mestnih vpadnic mesta Maribor, ki je dobila ime po nekdanjem jugoslovanskem predsedniku Josipu Brozu - Titu.
Štiripasovnica se na južni strani začne v križišču s Tržaško cesto, na severu pa se zaključi v središču mesta, na križišču s Partizansko in Prešernovo cesto, vmes prečka tudi Dravo preko Titovega mostu.